# Exhyalanthrax lepidulus
Exhyalanthrax lepidulus är en tvåvingeart som först beskrevs av Austen 1937.  Exhyalanthrax lepidulus ingår i släktet Exhyalanthrax och familjen svävflugor.
Artens utbredningsområde är Israel. Inga underarter finns listade i Catalogue of Life.